# Новелле
Новелле, Новеле (валенс. Novetlè, ісп. Novelé, офіційна назва Novetlè/Novelé) — муніципалітет в Іспанії, у складі автономної спільноти Валенсія, у провінції Валенсія. Населення — 852 особи (2010).

## Географія
Муніципалітет розташований на відстані близько 310 км на південний схід від Мадрида, 55 км на південь від Валенсії.

## Демографія
Динаміка населення (INE ):

## Галерея зображень

Розташування муніципалітету Новелле у автономній спільноті Валенсія
Розташування муніципалітету Новелле у комарці Ла-Костера